# David Nachmansohn
David Nachmansohn (* 17. März 1899 in Jekaterinoslav, Russisches Kaiserreich; † 2. November 1983 in New York City) war ein deutscher Physiologe und Biochemiker.

## Leben und Wirken
David Nachmansohn war ein Sohn des Litauer Kaufmanns Moses Nachmansohn (1866–1944) und dessen Ehefrau Regina Klinkowstein († 1943) aus Lublin. Sein Vater wanderte 1933 in die Schweiz aus. Nachmansohns Eltern galten als liberal, künstlerisch und kulturell äußerst engagiert. Er verbrachte Kindheit und Jugend in Berlin, erhielt eine klassisch-humanistische Ausbildung und interessierte sich für Naturwissenschaften. Als Jugendlicher und Student beschäftigte er sich mit dem Zionismus, der ihn prägte. Er wählte ein Medizinstudium, um anschließend vielleicht in Palästina arbeiten zu können.
Nachmansohn absolvierte sein Studium in Berlin und Heidelberg. 1926 promovierte er zum Dr. med. Anschließend lernte er als Mitarbeiter von Peter Rona in der chemischen Abteilung des Pathologischen Instituts der Berliner Charité moderne Techniken der Biochemie kennen. Danach wechselte er zu Otto Meyerhof an das Kaiser-Wilhelm-Institut für Biologie in Berlin-Dahlem. Hier lernte er Severo Ochoa und Hans Adolf Krebs kennen, mit denen er bis zu seinem Lebensende befreundet blieb. Während der Zeit in Dahlem prägten ihn insbesondere Meyerhoff, mit dem er eng zusammenarbeitete und die Arbeitsgruppen um Otto Warburg, Fritz Haber und Carl Neuberg.
Als sein Lehrer Meyerhof nach Heidelberg wechselte, entschied sich Nachmansohn aus wirtschaftlichen Gründen für eine weitere klinische Ausbildung mit dem Ziel, in der forschenden medizinischen Chemie eine feste Stelle zu bekommen. 1933 wanderte er aus dem Deutschen Reich aus und arbeitete bei René Wurmser am Laboratoire de Physiologie générale in Paris und der Meeresbiologischen Station in Arcachon. Während dieser Zeit beschäftigte er sich weiterhin bspw. mit dem Kohlenhydratstoffwechsel im Muskel. Danach ließ er sich von Untersuchungen von Otto Loewi und H. H. Dales inspirieren und beschäftigte sich ab 1936 mit dem Acetylcholin. Im Folgejahr stellte er fest, dass dieser Neurotransmitter elektrische Reaktionen im Zentralnervensystem und der Muskelendplatte erzeugte. Im Bereich der Forschung über die synaptische Transmission und cholinerge Reizung etablierte er das elektrische Gewebe des Zitterrochens als Modellsystem.
Im Jahr 1939 beschrieb Nachmansohn als Erster die Acetylcholinesterase. Im selben Jahr wechselte er an die Medical School der Yale University. Hier entdeckte er die Cholin-Acetyltransferase und beschrieb dabei erstmals, dass ATP bei einer nichtphosphorylierenden Reaktion beteiligt ist und darüber hinaus einen neuen acetylierenden Cofaktor. Fritz Albert Lipmann stellte später fest, dass es sich dabei um Coenzym A handelte.
1942 erhielt er einen Ruf 1942 des College of Physicians and Surgeons der Columbia University. Von 1955 bis 1968 wirkte er dort als ordentlicher Professor der Biochemie. In seinem Labor gelangen mehrere bedeutende biochemische Entdeckungen: so konnte er Eletroplaques aus Zitterrochen isolieren, ebenso den Acetylcholinrezeptor und diesen als Proteinkomplex einordnen. Außerdem beschrieb er erstmals theoretisch bioelektrische Erscheinungen auf molekularer Ebene und stellte dabei das Acetylcholinsystem in das Zentrum seiner Überlegungen. Der Großteil seiner theoretischen Ansätze konnte später in Experimenten nachgewiesen werden. Kritiker warfen ihm jedoch auch vor, in gewisser Seite zu einseitig zu arbeiten und die Bedeutung des Acetylcholinsystems zu überschätzen.
Nachmansohn beschäftigte sich umfassend mit der enzymatischen Hydrolyse von Acetylcholin. Seine Untersuchungen hierzu ermöglichten, das Wirkungsprinzip mehrerer Insektizide und Kampgiftstoffe nachvollziehen zu können. Das Verteidigungsministerium der Vereinigten Staaten beauftragte ihn und Irwin B. Wilson daraufhin mit der Entwicklung eines Antidots gegen diese Substanzen. Dies stellte eine wichtige Entwicklung in der molekularen Pharmakologie dar.
Nachmansohn engagierte sich lebenslang für die weltweite Kooperation von Wissenschaftlern. In seinem Labor beschäftigte er mehr als hundert Schüler und Angestellte, die aktiv im Bereich der Neurochemie mitarbeiteten. Unmittelbar nach Ende des Zweiten Weltkriegs stellte er wieder Kontakte nach Deutschland her und reiste wiederholt in das Land und nach Berlin.
Nachmansohn heiratete 1929 in Berlin Edith Berger (* 1903 in Berlin), die als Doktorin der Medizin arbeitete. Die 1931 geborene Tochter Ruth Deborah Rothschild wurde als Kunsthistorikerin in New York tätig.

## Ehrungen
Nachmansohn erhielt für seine Verdienste mehrere Auszeichnungen:
- Die Berliner Medizinische Gesellschaft ernannte ihn zum Ehrenmitglied.
- 1963 wurde er in der Sektion Biochemie und Biophysik zum Mitglied der Deutschen Akademie der Naturforscher Leopoldina gewählt.
- Die National Academy of Sciences (1965) und die American Academy of Arts and Sciences (1964)[4] nahmen ihn als Mitglied auf.
- Die FU Berlin (1964), die Universität Liège (1975) und die Tufts University Boston (1981) verliehen ihm Ehrendoktortitel.
- Im Jahr 1952 erhielt er die Pasteur-Medaille, im Folgejahr die Neuberg-Medaille und 1980 die Albrecht von Graefe-Medaille.

## Veröffentlichungen
- Die grosse Ära der Wissenschaft in Deutschland 1900 bis 1933 : jüdische und nichtjüdische Pioniere in der Atomphysik, Chemie und Biochemie, aus dem Englischen überarbeitet und erweitert von Roswitha Schmid, Stuttgart: Wissenschaftliche Verlags-Gesellschaft 1988, ISBN 978-3-8047-0662-0. (Enthält als Anhang ab Seite 352 eine Biographie von Nachmansohn von Eberhard Neumann.)